# Теншебре-Бокаж
Теншебре-Бокаж (фр. Tinchebray-Bocage) — новая коммуна на северо-западе Франции, находится в регионе Нормандия, департамент Орн, округ Аржантан, кантон Донфрон-ан-Пуаре. Расположена в 83 км к северо-западу от Алансона и в 71 км к юго-западу от Кана, в 35 км от автомагистрали А84, на левом берегу реки Нуаре. Первая «новая» коммуна на территории Нижней Нормандии.
Население (2018) — 4 902 человека.

## История
В Битве при Теншебре 28 сентября 1106 года армия короля Англии Генриха I разбила армию его брата Роберт Куртгёза, герцога Нормандского. Роберт Куртгёз был взят в плен и увезен в Англию, а Нормандия спустя 19 лет была воссоединена с английской короной. В состав Франции синьория Теншебре вошла в 1259 году. 
В период Великой французской революции территория Нормандии была охвачена восстанием шуанов. В сражении у Теншебре 31 марта 1796 года революционные войска разбили шуанов под командованием уроженца департамента Орн Луи де Фротте.
1 января 2016 года образована новая коммуна Теншебре-Бокаж путем слияния коммун:
- Бошен
- Ивранд
- Ларшан
- Сен-Жан-де-Буа
- Сен-Корнье-де-Ланд
- Теншебре
- Френ

Центром новой коммуны является Теншебре. От него к новой коммуне перешли почтовый индекс и код INSEE. На картах в качестве координат Теншебре-Бокаж указываются координаты Теншебре.
Каждое субботнее утро на Хай-стрит проводится большой рынок Теншбре. В середине октября горожане проводят ярмарку Сен-Люк с гаражной распродажей. С середины декабря до начала января в городе можно полюбоваться рождественским вертепом и иллюминацией.

## Достопримечательности
- Церковь Нотр-Дам XVI-XIX веков в Теншебре
- Здание королевской тюрьмы XVII века в Теншебре
- Этнографический музей в Теншебре
- Церковь Святой Марии XIX века в Теншебре
- Музей гвоздей и старинных кузнечных изделий в Сен-Корнье-де-Ланд (открыт с мая по сентябрь по четвергам)
- Особняк де ла Гионьер XVII века в Сен-Жан-де-Буа

## Экономика
Структура занятости населения:
- сельское хозяйство — 3,9 %
- промышленность — 30,6 %
- строительство — 4,9 %
- торговля, транспорт и сфера услуг — 30,4 %
- государственные и муниципальные службы — 30,2 %

Уровень безработицы (2018) — 11,2 % (Франция в целом —  13,4 %, департамент Орн — 10,4 %). 

Среднегодовой доход на 1 человека, евро (2018) — 19 560 (Франция в целом — 21 730, департамент Орн — 20 140).

## Демография
Динамика численности населения, чел.

## Администрация
Пост мэра Теншебре-Бокажа с 2017 года занимает Жозетт Порке (Josette Porquet). На муниципальных выборах 2020 года правый список, в котором она занимала второе место, был единственным. На выборах мэра она была единственным кандидатом.
| Период | Период | Фамилия      | Партия                                  | Примечания                                                                              |
| ------ | ------ | ------------ | --------------------------------------- | --------------------------------------------------------------------------------------- |
| 2015   | 2017   | Жером Нюри   | Союз за народное движение Республиканцы | вице-президент Генерального совета департамента, депутат Национального собрания Франции |
| 2017   |        | Жозетт Порке | Разные правые                           | пенсионерка, ранее работник больницы                                                    |

## Знаменитые уроженцы
- Андре Бретон (1896-1966), писатель и поэт, основоположник сюрреализма

## Галерея

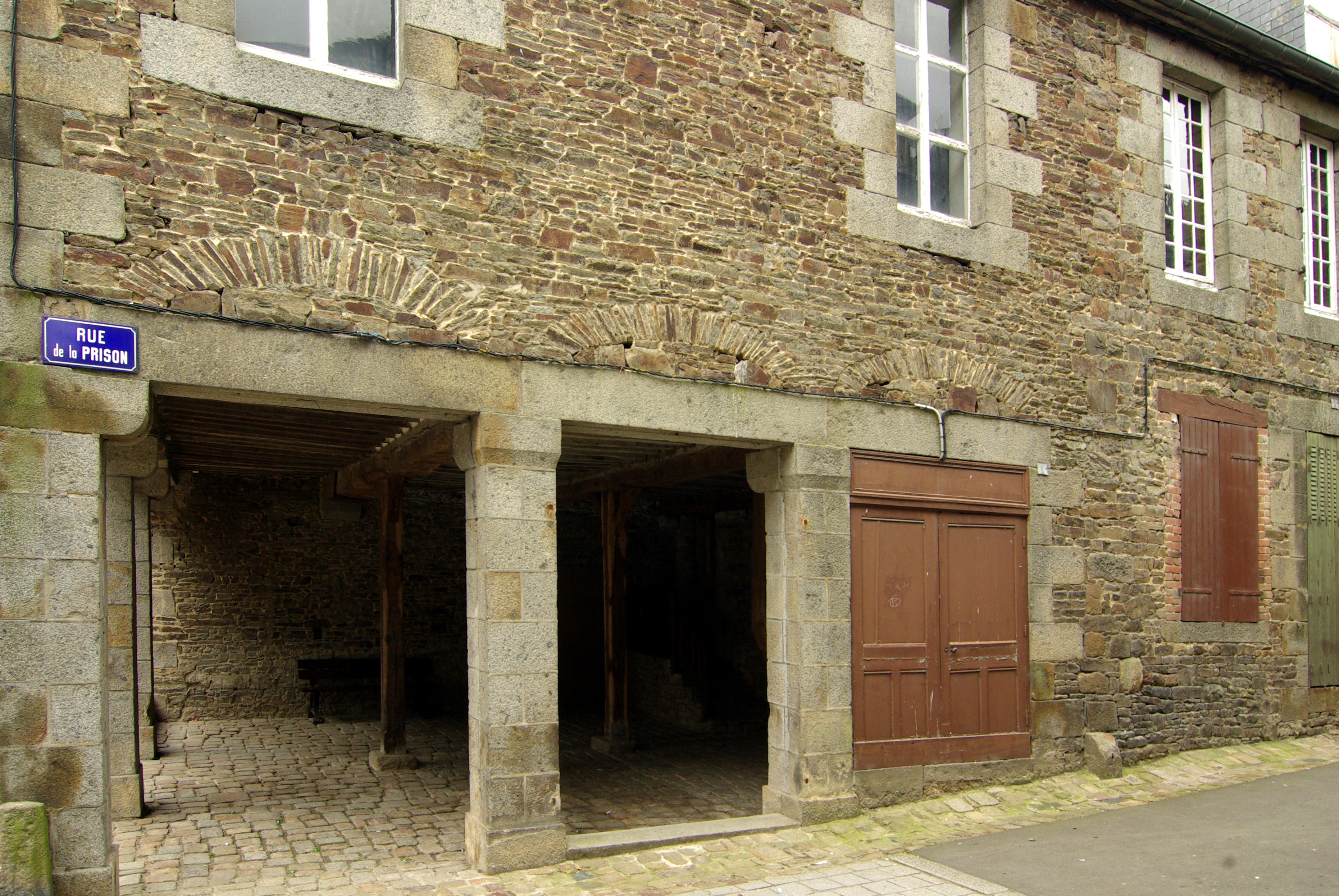
Здание королевской тюрьмы XVII века
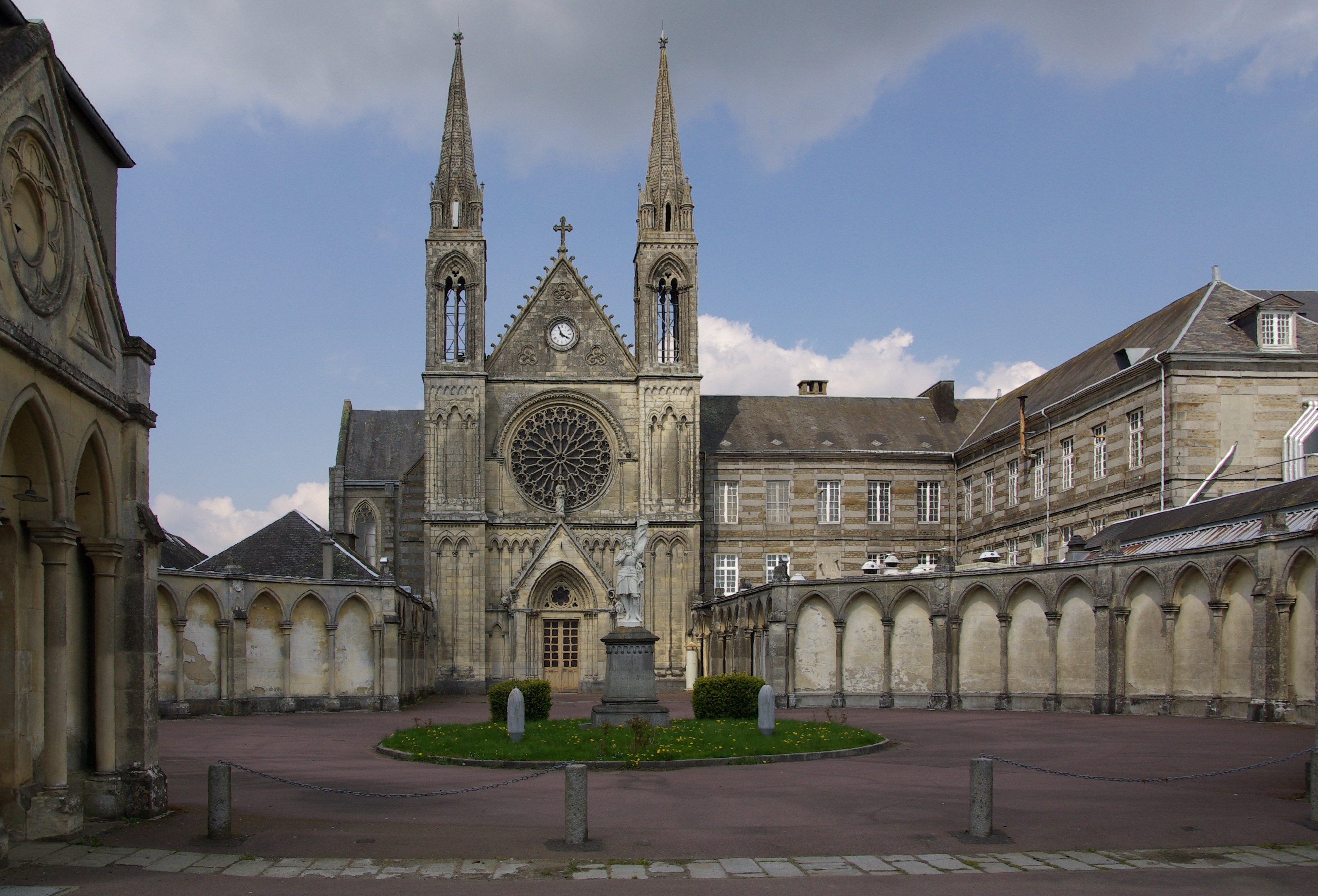
Церковь Святой Марии